# Младен Јосић
Младен Јосић (Бечеј, 15. јули 1897 — Париз, Република Француска, 1. октобар 1972) био је српски сликар.

## Биографија
Сликарство је учио у Краљевској уметничкој школи у Београду, коју је завршио 1921. Почетак Јосићевог ликовног изражавања обележили су француски сликар Пол Сезан и кубизам, а касније реализам. Младен Јосић је у Коларчевој задужбини отворио сопствену сликарску школу из које су израсли многи сликари, међу којима су Младен Србиновић, Матија Вуковић, Стојан Ћелић, Мајда Курник, Миодраг Б. Протић и многи други.
Почетком педесетих одлази у Париз у емиграцију, где је 1972. године и преминуо.